# 弱い相互作用

放射性ベータ崩壊は弱い相互作用によるものであり、中性子を陽子、電子、電子反ニュートリノに変換する。

弱い相互作用（よわいそうごさよう、英語: weak interaction、弱い力や弱い核力とも呼ばれる）は、素粒子物理学において4つとされる基本相互作用のうちの1つである。
弱い相互作用が有効な範囲は陽子の直径よりも小さい距離に限定される。核分裂において重要な役割を果たす。
弱い相互作用について、その振る舞いと効果の両方の観点から見る理論は量子フレーバーダイナミクス(QFD)と呼ばれる。なお、電弱理論(EWT)の観点からより良く理解されるため、QFDという用語はほとんど使われない。QFDは強い相互作用を扱う量子色力学(QCD)および電磁気力を扱う量子電磁力学(QED)に関連している。

## 概要
弱い力は強い相互作用、電磁気力、重力と並ぶ、4つの基本相互作用のひとつである。素粒子物理学において粒子間の相互作用はボソンの交換として説明される。
弱い相互作用を媒介するボソンはW±ボソンとZボソンとされる。WはWeak、Zは電荷ゼロ（Zero）を由来とする。これらWボソンとZボソンについては、どちらもその質量が陽子や中性子の質量よりもはるかに大きく、短時間で消滅する。これは弱い力の影響範囲が短いことと整合する。与えられた距離における場の強度が、強い核力や電磁力の場の強度よりも数桁小さいことから、「弱い」力と呼ばれる。なお、初期宇宙のクォーク時代に、電弱力が電磁力と弱い力に分かれたとされ、相互作用の強さは宇宙の状態による。
中性子や陽子などの複合粒子を構成するクォークは、アップ、ダウン、ストレンジ、チャーム、トップ、ボトムの6種ある「フレーバー」のうちひとつを帯びており、これが複合粒子に特性を与える。クォーク同士は弱い相互作用により互いのフレーバーを交換する。すなわちクォーク間の特性交換と複合粒子の特性の変化がボソンの媒介によって起きる。例えばβ−崩壊中では中性子内のダウンクォークがアップクォークに変化するが、これは中性子が陽子に変わることを意味し、合わせて電子と電子反ニュートリノが放出される。
弱い相互作用はパリティ対称性を破る唯一の基本相互作用であり、同様に電荷パリティ対称性を破る唯一の相互作用である。
弱い相互作用を伴う重要な現象としては、ベータ崩壊のほかには恒星の熱核過程である水素からヘリウムへの核融合がある。

### ベータ崩壊
ほとんどのフェルミ粒子は時間の経過とともに弱い相互作用により崩壊する。炭素14は弱い相互作用により窒素14へと崩壊する。これは放射性炭素年代測定に利用される。また、これによりトリチウム照明ならびにベータボルタイクスの関連分野で一般的に使われる放射線ルミネセンスが生成される。

## 歴史
1933年、エンリコ・フェルミはフェルミ相互作用として知られる弱い相互作用の最初の理論を提唱した。彼はベータ崩壊が距離の離れていない接触力を伴う4つのフェルミオンの相互作用により説明できると提唱した。
しかし、これは非常に短いが有限の範囲を持つ非接触力場としてより良く説明される。1968年、シェルドン・グラショー、アブドゥッサラーム、スティーヴン・ワインバーグは電磁力と弱い相互作用を、これらが現在電弱力と呼ばれる1つの力の2つの側面であることを示すことで統一した。
WボソンとZボソンの存在は、1983年まで直接確認されなかった。

## 特性
弱い相互作用は多くの点で独特である。

弱い相互作用による様々な崩壊ルートとその可能性を示す図。線の強度はCKM行列により与えられる。

- クォークのフレーバーを変える唯一の相互作用である。
- Pすなわちパリティ対称性を破る唯一の相互作用である。また、電荷パリティCP対称性を破る唯一の相互作用である。
- ヒッグス機構により標準模型で説明される異常な特徴である、大きな質量を持つフォースキャリア粒子により媒介（伝播）される。

WボソンやZボソンと呼ばれるこれらのキャリア粒子は質量が大きいため（約90 GeV/c2）短命であり、寿命は10−24 秒未満である。弱い相互作用の結合定数（相互作用の強さの指標）は10−7と10−6の間であり、強い相互作用の結合定数 1 および電磁相互作用の結合定数約 10−2と比較すると、弱い相互作用は強度の点で弱い。クオーク間の距離が約 10−17～10−16 m と極めて短いときに弱い相互作用は優位となる。10−18m くらいの距離では弱い相互作用は電磁力と同じくらいの強さであり、そこからさらに離れると指数関数的に減少する。10−18m から 3×10−17 m まで30倍（1.5 桁）ほど距離が広がったときに弱い相互作用は10,000分の一になる。
弱い相互作用は標準模型の全てのフェルミ粒子とヒッグスボソンに作用する。ニュートリノは重力と弱い相互作用のみを介して相互作用し、ニュートリノは「弱い力」の名前の元々の由来であった。
弱い相互作用は、重力が天文学的スケールで行ったり、電磁力が原子レベルで行ったり、強い核力が原子核の内部で行ったりすること、つまり束縛状態を作り出し結合エネルギーに関与するといったことはしない。
弱い相互作用による最も顕著な効果は、最初の特有な特徴であるフレーバーの変化によるものである。例えば、中性子は陽子よりも重いが、中性子はその内部の2つのダウンクォークのうち1つのフレーバーをアップクォークに変えなければ陽子に崩壊することはない。強い相互作用も電磁気学もフレーバーの変化を許さないため、これは弱い崩壊により進む。弱い崩壊がなければストレンジネスやチャーム（同じ名前のクォークと関連する）などのクォークの性質も、全ての相互作用にわたり保存される。
全ての中間子は弱い崩壊により不安定である。ベータ崩壊として知られる過程において、中性子のダウンクォークは仮想のW-中間子を放出することでアップクォークに変化し、この中間子はその後電子と電子反ニュートリノに変換される。他の例は、原子内の陽子と電子が相互作用し、中性子に変化し（アップクォークがダウンクォークに変化）、電子ニュートリノが放出される放射性崩壊の一般的な変形である電子捕獲である。
Wボソンの質量が大きいため、弱い相互作用に依存する粒子の変換もしくは崩壊（フレーバーの変化など）は、普通、強い力や電磁力のみに依存する変換または崩壊よりもはるかにゆっくり進行する。例えば、電磁的に崩壊する中性パイ中間子の寿命は約10−16秒であるのに対し、弱い相互作用によってのみ崩壊する荷電パイ中間子は寿命約10−8秒と中性パイ中間子よりも1億倍ほど長い寿命である。さらに極端な例として自由中性子の弱い力による崩壊があり、これは約15分を要する。

### 弱アイソスピンと弱超電荷
| 第1世代                                                                                  | 第1世代                    | 第1世代                            | 第2世代            | 第2世代                       | 第2世代                            | 第3世代          | 第3世代                        | 第3世代                            |
| フェルミ粒子                                                                             | 記号                       | 弱アイソスピン                     | フェルミ粒子       | 記号                          | 弱アイソスピン                     | フェルミ粒子     | 記号                           | 弱アイソスピン                     |
| ---------------------------------------------------------------------------------------- | -------------------------- | ---------------------------------- | ------------------ | ----------------------------- | ---------------------------------- | ---------------- | ------------------------------ | ---------------------------------- |
| 電子ニュートリノ                                                                         | {\displaystyle \nu _{e}\,} | {\displaystyle +{\tfrac {1}{2}}\,} | ミューニュートリノ | {\displaystyle \nu _{\mu }\,} | {\displaystyle +{\tfrac {1}{2}}\,} | タウニュートリノ | {\displaystyle \nu _{\tau }\,} | {\displaystyle +{\tfrac {1}{2}}\,} |
| 電子                                                                                     | {\displaystyle e^{-}\,}    | {\displaystyle -{\tfrac {1}{2}}\,} | ミュー粒子         | {\displaystyle \mu ^{-}\,}    | {\displaystyle -{\tfrac {1}{2}}\,} | タウ粒子         | {\displaystyle \tau ^{-}\,}    | {\displaystyle -{\tfrac {1}{2}}\,} |
| アップクォーク                                                                           | {\displaystyle u\,}        | {\displaystyle +{\tfrac {1}{2}}\,} | チャームクォーク   | {\displaystyle c\,}           | {\displaystyle +{\tfrac {1}{2}}\,} | トップクォーク   | {\displaystyle t\,}            | {\displaystyle +{\tfrac {1}{2}}\,} |
| ダウンクォーク                                                                           | {\displaystyle d\,}        | {\displaystyle -{\tfrac {1}{2}}\,} | ストレンジクォーク | {\displaystyle s\,}           | {\displaystyle -{\tfrac {1}{2}}\,} | ボトムクォーク   | {\displaystyle b\,}            | {\displaystyle -{\tfrac {1}{2}}\,} |
| 上記の左巻きの粒子は全て、等しく反対の弱アイソスピンを持つ対応する右巻きの反粒子を持つ。 |                            |                                    |                    |                               |                                    |                  |                                |                                    |
| 全ての右巻き粒子と左巻き反粒子には0の弱アイソスピンがある。                              |                            |                                    |                    |                               |                                    |                  |                                |                                    |

全ての粒子は弱アイソスピン（記号T3）と呼ばれる特性を持つ。これは量子数として働き、弱い相互作用における粒子の振る舞いを決定する。弱アイソスピンは弱い相互作用において、電磁気における電荷、強い相互作用における色荷と同じ役割を果たす。全ての左巻きのフェルミ粒子は++1⁄2もしくは−+1⁄2の値の弱アイソスピンを持つ。例えば、アップクォークは++1⁄2、ダウンクォークは−+1⁄2である。クォークは弱い相互作用により同じT3のクォークに崩壊することはない。T3が++1⁄2のクォークはT3が−+1⁄2のクォークにのみ崩壊し、逆もまた然りである。

π^{+}の弱い相互作用による崩壊

あらゆる相互作用において弱アイソスピンが保存される：相互作用に入る粒子の弱アイソスピン数の合計は、この相互作用から出る粒子の弱アイソスピン数の合計に等しくなる。例えば、弱アイソスピンが+1の（左巻き）π+は通常、νμ(++1⁄2)とμ+（右巻き反粒子、++1⁄2）に崩壊する。
電弱理論の発展に続き、別の特性である弱超電荷が発展した。これは粒子の電荷と弱アイソスピンに依存し、以下の式
{\displaystyle \qquad Y_{\text{W}}=2(Q-T_{3})}
により定義される。ここでYWは与えられたタイプの粒子の弱超電荷、Qはその電荷（基本電荷単位）、T3は弱アイソスピンである。弱アイソスピンが0の粒子もあるが、全てのスピン1⁄2粒子は0でない弱超電荷を持つ。弱超電荷は、電弱ゲージ群のU(1)部分を生成する。

## 相互作用の種類
弱い相互作用には2つのタイプがある（頂点と呼ばれる）。1番目は電荷を運ぶ粒子（W+やW-ボソンなど）により媒介されるため、「荷電カレント相互作用」と呼ばれる。ベータ崩壊現象は、この荷電カレント相互作用によって引き起こされる。2番目は中性粒子であるZボソンにより媒介されるため「中性カレント相互作用」と呼ばれる。

### 荷電カレント相互作用

中性子の間に重いW^{-}ボソンを介した陽子、電子、電子反ニュートリノへのベータマイナス崩壊のファインマン・ダイアグラム

ある種の荷電カレント相互作用では、荷電レプトン（電子またはミューオンなど、電荷−1を持つ）はW+ボソン（電荷+1を持つ粒子）を吸収しそれにより対応するニュートリノ（電荷0）に変換される。ニュートリノの種類（フレーバー）である電子、ミュー、タウは相互作用におけるレプトンの種類と同じである。例えば
{\displaystyle \mu ^{-}+W^{+}\to \nu _{\mu }}
同様にダウンタイプのクォーク（電荷−1⁄3のd）はW-ボソンを放出もしくはW+ボソンを吸収することによりアップタイプのクォーク（電荷+2⁄3のu）に変換されうる。より正確にはダウンタイプのクォークはアップタイプクォークの量子重ね合わせになる、つまり、CKM行列の表で確率が与えられているため、3つのアップタイプのクォークのいずれかになる可能性があるということである。逆にアップタイプのクォークはW+ボソンを放出もしくはW-ボソンを吸収して、それによりダウンタイプのクォークに変換されうる。例えば
{\displaystyle {\begin{aligned}d&\to u+W^{-}\\d+W^{+}&\to u\\c&\to s+W^{+}\\c+W^{-}&\to s\end{aligned}}}
Wボソンは不安定なため、非常に短い寿命で急速に崩壊する。例えば
{\displaystyle {\begin{aligned}W^{-}&\to e^{-}+{\bar {\nu }}_{e}~\\W^{+}&\to e^{+}+\nu _{e}~\end{aligned}}}
様々な確率で、他の生成物へWボソンの崩壊が起こることがある。
いわゆる中性子のベータ崩壊では（上記の画像参照）、中性子内のダウンクォークが仮想W-ボソンを放出し、これによりアップクォークに変換され、中性子が陽子に変換される。この過程に関わるエネルギー（つまり、ダウンクォークとアップクォークの質量差）のため、W-ボソンは電子と電子反ニュートリノにしか変換されない。クォークレベルでは、この過程は次のように表すことができる。
{\displaystyle d\to u+e^{-}+{\bar {\nu }}_{e}~}

### 中性カレント相互作用
中性カレント相互作用において、クォークやレプトン（電子やミューオンなど）は中性Zボソンを放出もしくは吸収する。例えば
{\displaystyle e^{-}\to e^{-}+Z^{0}}
Wボソン同様、Zボソンも急速に崩壊する。例えば
{\displaystyle Z^{0}\to b+{\bar {b}}}

## 電弱理論
素粒子物理学の標準模型は、電磁相互作用と弱い相互作用を単一の電弱相互作用の2つの異なる面として説明する。この理論は1968年ごろにシェルドン・グラショー、アブドゥッサラーム、スティーヴン・ワインバーグにより発展され、3人は1979年にノーベル物理学賞を受賞した。ヒッグス機構は、3つの質量のあるゲージボソン（W+, W-, Z, 3つの弱い相互作用のキャリア）質量のない光子（γ, 電磁相互作用のキャリア）の存在を説明する。
電弱理論によると、非常に高いエネルギーにおいて宇宙にはヒッグス場の4つの成分があり、その相互作用は光子に似た4つの質量のないゲージボソンにより運ばれ、複素スカラーヒッグス場ダブレットを形成する。しかし、低いエネルギーでは、ヒッグス場の1つが真空期待値を獲得するため、このゲージ対称性は自発的に電磁気のU(1)対称性に破れる。この対称性の破れは3つの質量のないボソンを生成すると予想されるが、代わりに他の3つの場により統一され、ヒッグス機構を介して質量を獲得する。これらの3つのボソンの統合により、弱い相互作用のW+, W-, Zボソンが生成される。4番目のゲージボソンは電磁気の光子であり、質量がないままである。
この理論は、発見前にZボソンとWボソンの質量を予測するなど多くの予測を行ってきた。2012年7月4日、大型ハドロン衝突型加速器のCMSとATLASの実験チームは独立に、質量125–127 GeV/c2のこれまで未知のボソンを公式に発見したことを確認したことを発表した。このボソンのそれまでの振る舞いはヒッグス粒子と「一致」していたが、新しいボソンが何らかのタイプのヒッグス粒子であることを積極的に特定する前にさらにデータと分析が必要であるという注意を加えた。2013年3月14日までにヒッグス粒子が存在することが暫定的に確認された。
電弱対称性の破れスケールが下がった場合、破れていないSU(2)相互作用は最終的に閉じ込められる。SU(2)がそのスケールを超えて閉じ込められる代わりのモデルは、低エネルギーでは標準模型と定量的に類似しているが、対称性の破れを超えると劇的に異なる。

## 対称性の破れ

左巻きと右巻きの粒子: pは粒子の運動量、Sはスピン。条件間の反射対称性は欠いていることに留意。

自然の法則は鏡の反射の下では同じままであると長らく考えられていた。鏡を通して見た実験結果は、実験装置の鏡で反射した写しの結果と同一であると予想された。このいわゆるパリティ保存則は、古典的な重力、電磁気学、強い相互作用においては守られることが知られており、普遍的な法則であると仮定されていた。しかし、1950年代半ば楊振寧と李政道は弱い相互作用がこの法則に反する可能性があることを提案した。呉健雄と共同研究者が1957年に弱い相互作用がパリティに反することを発見し、楊と李に1957年ノーベル物理学賞受賞をもたらした。
かつてはフェルミの理論で弱い相互作用が説明されていたが、パリティ破れと繰り込み理論の発見により、新たなアプローチが必要であることが示唆された。1957年、ロバート・マーシャクとジョージ・スダルシャン、そして少し遅れてリチャード・ファインマンとマレー・ゲルマンが弱い相互作用のためにV−A（ベクトルマイナス軸性ベクトルもしくは左巻き）ラグランジアンを提案した。この理論では、弱い相互作用は左巻きの粒子（および右巻きの反粒子）にのみ作用する。左巻きの粒子を鏡で反射したものは右巻きであるため、これがパリティの最大破れを説明する。V−A理論はZボソンが発見される前に開発されたため、中性カレントの相互作用に加わる右巻きの場は含まれていなかった。
しかし、この理論により複合的な対称性CPを保存することができた。CPはパリティP（左から右への切り替え）と荷電共役C（粒子と反粒子の切り替え）の組み合わせである。1964年にジェイムズ・クローニンとヴァル・フィッチがK中間子崩壊ではCP対称性も破れるという明確な証拠を示し、物理学者を再び驚かせた。2人は1980年にノーベル物理学賞を受賞している。1973年、小林誠と益川敏英が弱い相互作用のCP破れには2世代より多くの粒子が必要であることを示し、事実上当時未知であった第3世代の存在を予測した。この発見により2008年のノーベル物理学賞の半分を獲得した。
パリティ破れとは異なり、CP破れは限られた状況でのみ発生する。その珍しさにもかかわらず、宇宙に反物質よりも物質がはるかに多く存在する理由と広く信じられており、それによりバリオン数生成のアンドレイ・サハロフの3つの条件の1つを構成している。

### 一般向け
- R. Oerter (2006). The Theory of Almost Everything: The Standard Model, the Unsung Triumph of Modern Physics. Plume. ISBN 978-0-13-236678-6
- B.A. Schumm (2004). Deep Down Things: The Breathtaking Beauty of Particle Physics. Johns Hopkins University Press. ISBN 0-8018-7971-X

### テキスト
- Walter Greiner; B. Müller (2000). Gauge Theory of Weak Interactions. Springer. ISBN 3-540-67672-4
- G.D. Coughlan; J.E. Dodd; B.M. Gripaios (2006). The Ideas of Particle Physics: An Introduction for Scientists (3rd ed.). Cambridge University Press. ISBN 978-0-521-67775-2
- W.N. Cottingham; D.A. Greenwood (2001) [1986]. An introduction to nuclear physics (2nd ed.). Cambridge University Press. p. 30. ISBN 978-0-521-65733-4
- D.J. Griffiths (1987). Introduction to Elementary Particles. John Wiley & Sons. ISBN 0-471-60386-4
- G.L. Kane (1987). Modern Elementary Particle Physics. Perseus Books. ISBN 0-201-11749-5
- D.H. Perkins (2000). Introduction to High Energy Physics. Cambridge University Press. ISBN 0-521-62196-8